# Hoplocryptus sugiharai
Hoplocryptus sugiharai är en stekelart som beskrevs av Tohru Uchida 1936. Hoplocryptus sugiharai ingår i släktet Hoplocryptus och familjen brokparasitsteklar. Inga underarter finns listade i Catalogue of Life.